# Aladdin (casino)
Pour les articles homonymes, voir Aladin.
L'Aladdin était un hôtel-casino de Las Vegas. Il appartient désormais à la compagnie de divertissement Planet Hollywood. L'Aladdin, après avoir subi d'importantes rénovations est devenu le Planet Hollywood Resort and Casino.
Il était  situé entre le Paris Las Vegas et le MGM Grand Las Vegas. Son adresse était  3 667 Las Vegas Boulevard South. Son thème s'inspirait d'Aladdin, personnage des contes des Mille et une nuits.

## Histoire
À l'origine, L'Aladdin a ouvert ses portes en 1963 sous le nom de Tally-Ho, puis plus tard il est rebaptisé le King's Crown. En 1966, Milton Prell s'intéresse à l'hôtel et après de majeures rénovations, il le rouvre en le nommant l'Aladdin.
Entre 1980 et 1982, Wayne Newton est en partie propriétaire de l'hôtel.
Le 27 avril 1998, l'Aladdin est détruit et une nouvelle version de l'Aladdin était déjà prévue pour le 18 août 2000. Dans ce nouveau complexe, on trouva un grand centre de shopping : Le Desert Passage.
Par la suite, le casino eut des problèmes financiers et fut vendu le 20 juin 2003 à Planet Hollywood. De 2005 à fin 2006, l'hôtel subit d'importantes rénovations.
Depuis  2007, l'Aladdin est désormais le Planet Hollywood Resort & Casino Las Vegas.

## Les commodités de l'hôtel
Certaines commodités de l'hôtel Aladdin ont été conservées dans le nouveau Planet Hollywood Resort & Casino Las Vegas mais d'autres ont disparu ou ont été reconstruites.
L'Aladdin disposait de 2 567 chambres et suites tout comme le Planet Hollywood aujourd'hui.
Le casino comptait 2 800 machines-à-sous, 87 tables de jeux, une salle de poker et un centre de paris sportif : le Race & Sport Book.
L'hôtel Aladdin disposait aussi de plusieurs restaurants :
- Spice Market Buffet
- Bonsai
- Elements
- Tremezzo
- Zanzibar Café
- P.F. Chang's China Bistro

L'hôtel était aussi très connu pour son grand centre commercial (Le Desert Passage Mall) mesurant 44 000 mètres carrés et contenant 140 boutiques, 17 restaurants, et le Aladdin Theater. Aujourd'hui le Planet Hollywood Resort & Casino Las Vegas contient toujours ce centre commercial mais il a été rebaptisé Miracle Miles Shop.

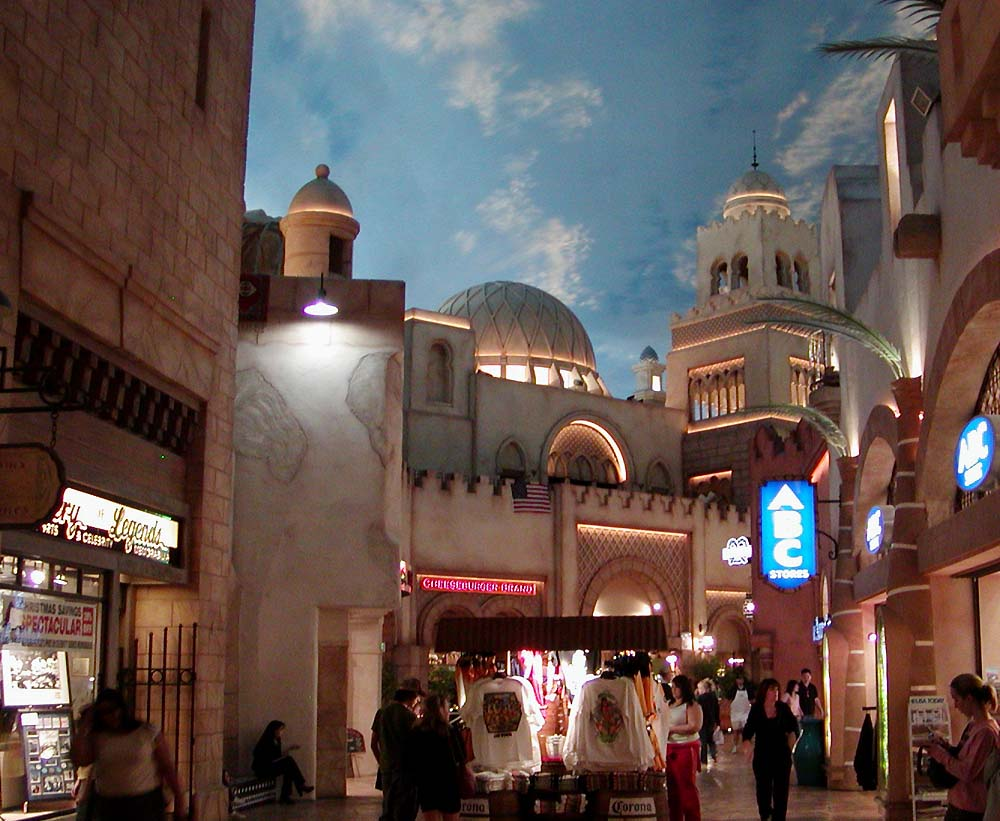
Le Desert Passage Mall

On pouvait trouver à l'Aladdin hotel un nightclub (Le Krave), un spa (Elemis Spa & Salon), deux piscines et deux jacuzzis. Le Planet Hollywood a conservé les deux piscines, les deux jacuzzis, et le Nightclub Krave mais le spa a été rebaptisé Spa by Mandara.
L'hôtel abrite aussi une chapelle de mariage, où se sont unis Elvis et Priscilla Presley le 1er mai 1967.
Plusieurs spectacles et divertissements étaient disponibles à l'Aladdin, comme:
- V -- The Ultimate Variety Show
- The Fab Four
- Gregory Popovich's Comedy Pet Theatre
- Steve Wyrick Real Magic
- Martin Nievera
- Ronn Lucas
- Miss America 2006 et 2007